# Kombach (Biedenkopf)
Kombach (mundartlich Kuomboch) ist ein Dorf im Hessischen Hinterland und als solches ein Stadtteil der Stadt Biedenkopf im mittelhessischen Landkreis Marburg-Biedenkopf. Das Dorf trägt denselben Namen wie der Bach, der etwa 300 Meter oberhalb des Ortes entspringt und in die Lahn mündet.

## Geographische Lage

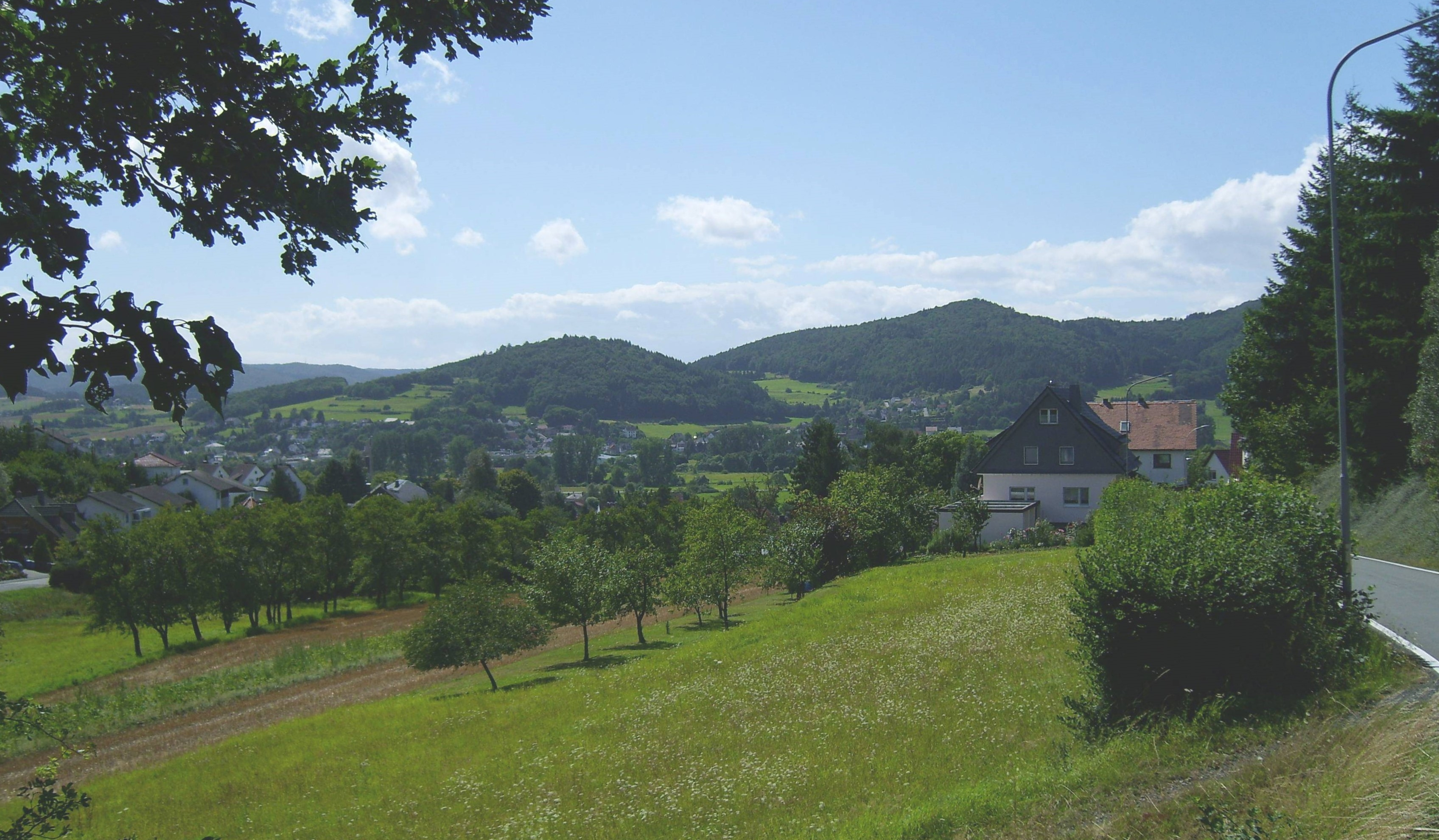
Blick vom Ortsausgang Richtung Katzenbach auf Kombach (Vordergrund), Wolfgruben (dahinter) und Dautphe-Wilhelmshütte (links davon); im Hintergrund die Südostausläufer des 561 m hohen Schwarzenberges, nämlich der 378 Meter hohe Roth (Mitte) und der 461 m hohe Beilstein (rechts), an die sich außerhalb des Bildausschnittes noch weiter rechts der 533 Meter hohe Nimerich anschlösse. Links, im ferneren Hintergrund, die Bottenhorner Hochflächen mit der 609 Meter hohen Angelburg (Fernsehturm)

Die höchste Erhebung ist mit 391 m über dem Meeresspiegel der „Hirschstein“. Die bebaute Ortslage reicht von etwa 255 m bis 310 m über dem Meeresspiegel. Kombach hat Anteil an zwei Naturräumen. Während der Talbereich noch zum Westerwald gehört (Haupteinheit „Gladenbacher Bergland“), gehören die Hanglagen und sämtliche Erhebungen bereits zum Bergisch-Sauerländischen Gebirge (Haupteinheit „Ostsauerländer Gebirgsrand“ und Teileinheit „Sackpfeifen-Vorhöhen“).

## Geschichte

### Ortsgeschichte
Die älteste bekannte schriftliche Erwähnung von Kombach erfolgte unter dem Namen Cambach im Jahr 1268.
Weitere Erwähnungen sind aus den Jahren 1356 und 1415 unter den Namen Kynbach und Conbach überliefert. Im Jahr 1502 erfolgte erstmals eine Erwähnung unter dem heutigen Ortsnamen.
Die Statistisch-topographisch-historische Beschreibung des Großherzogthums Hessen berichtet 1830 über Kombach:

„Kombach (L. Bez. Battenberg) evangel. Filialdorf; liegt an der Chaussee von Biedenkopf nach Marburg, und 4 St. von Battenberg. Der Ort hat 32 Häuser und 142 evangelische Einwohner, so wie 1 Mahl-, Oel- und Schneidemühle.“

zum 31. Dezember 1971 wurde im Zuge der Gebietsreform in Hessen die bis dahin selbständige Gemeinde Kombach auf freiwilliger Basis nach Biedenkopf eingemeindet. Für alle ehemals eigenständigen Gemeinden von Biedenkopf wurde je ein Ortsbezirk mit Ortsbeirat und Ortsvorsteher nach der Hessischen Gemeindeordnung gebildet.

### Verwaltungsgeschichte im Überblick
Die folgende Liste zeigt die Staaten und Verwaltungseinheiten, denen Kombach angehört(e):
- vor 1567: Heiliges Römisches Reich, Landgrafschaft Hessen, Amt Biedenkopf, Gericht Dautphe
- ab 1567: Heiliges Römisches Reich, Landgrafschaft Hessen-Marburg, Amt Biedenkopf, Gericht Dautphe[9]
- 1604–1648: strittig zwischen Hessen-Kassel und Hessen-Darmstadt (Hessenkrieg)
- ab 1604: Heiliges Römisches Reich, Landgrafschaft Hessen-Kassel, Amt Biedenkopf, Gericht Dautphe
- ab 1627: Heiliges Römisches Reich, Landgrafschaft Hessen-Darmstadt, Oberfürstentum Hessen, Amt Biedenkopf, Gericht Dautphe[10][11]
- ab 1806: Großherzogtum Hessen,[Anm. 2] Fürstentum Oberhessen, Amt Biedenkopf[12]
- ab 1815: Großherzogtum Hessen, Provinz Oberhessen, Amt Biedenkopf[13]
- ab 1821: Großherzogtum Hessen, Provinz Oberhessen, Landratsbezirk Battenberg[Anm. 3]
- ab 1832: Großherzogtum Hessen, Provinz Oberhessen, Kreis Biedenkopf
- ab 1848: Großherzogtum Hessen, Regierungsbezirk Biedenkopf
- ab 1852: Großherzogtum Hessen, Provinz Oberhessen, Kreis Biedenkopf
- ab 1867: Königreich Preußen,[Anm. 4] Provinz Hessen-Nassau, Regierungsbezirk Wiesbaden, Kreis Biedenkopf (übergangsweise Hinterlandkreis)[11]
- ab 1871: Deutsches Reich, Königreich Preußen, Provinz Hessen-Nassau, Regierungsbezirk Wiesbaden, Kreis Biedenkopf
- ab 1918: Deutsches Reich, Freistaat Preußen, Provinz Hessen-Nassau, Regierungsbezirk Wiesbaden, Kreis Biedenkopf
- ab 1932: Deutsches Reich, Freistaat Preußen, Provinz Hessen-Nassau, Regierungsbezirk Wiesbaden, Landkreis Dillenburg
- ab 1933: Deutsches Reich, Freistaat Preußen, Provinz Hessen-Nassau, Regierungsbezirk Wiesbaden, Landkreis Biedenkopf
- ab 1944: Deutsches Reich, Freistaat Preußen, Provinz Nassau, Landkreis Biedenkopf
- ab 1945: Deutsches Reich, Amerikanische Besatzungszone,[Anm. 5] Groß-Hessen, Regierungsbezirk Wiesbaden, Landkreis Biedenkopf
- ab 1946: Deutsches Reich, Amerikanische Besatzungszone, Hessen, Regierungsbezirk Wiesbaden, Landkreis Biedenkopf
- ab 1949: Bundesrepublik Deutschland, Hessen, Regierungsbezirk Wiesbaden, Landkreis Biedenkopf
- ab 1968: Bundesrepublik Deutschland, Hessen, Regierungsbezirk Darmstadt, Landkreis Biedenkopf
- ab 1972: Bundesrepublik Deutschland, Land Hessen, Regierungsbezirk Darmstadt, Landkreis Biedenkopf, Stadt Biedenkopf* ab 1974: Bundesrepublik Deutschland, Hessen, Regierungsbezirk Kassel, Landkreis Marburg-Biedenkopf, Stadt Biedenkopf
- ab 1981: Bundesrepublik Deutschland, Hessen, Regierungsbezirk Gießen, Landkreis Marburg-Biedenkopf, Stadt Biedenkopf

### Der Postraub in der Subach
1822 überfielen acht arme Bauern und Tagelöhner aus Kombach, Wolfgruben und Dexbach einen Geldtransport, der an diesem Tage von Gladenbach nach Gießen fuhr. Der Überfall wurde in der Subach, einem Hohlweg in der Nähe von Mornshausen bei Gladenbach, durchgeführt. Der plötzliche Reichtum wurde den Tätern zum Verhängnis. Man überführte sieben der acht Täter und verurteilte fünf zum Tode durch das Schwert.

### Bebauung
Im Dorfkern befinden sich hessische Haken- und Dreiseithöfe sowie das älteste Haus, Bergstraße 13, erbaut 1698.
In den ersten Jahrzehnten des 20. Jahrhunderts und dann seit 1950 kam es besonders in den Randgebieten des Dorfes zu einer regen Neubautätigkeit. Hier siedelten sich Arbeiter mit geringem oder gar keinem Grundbesitz sowie beruflich Selbstständige, Angestellte und Beamte und Neubürger in neuzeitlichen Ein- oder Mehrfamilienhäusern an. Da in den Jahren 1938 bis 1943 finanzielle Mittel fehlten, war man auf den freiwilligen Einsatz der Bürger angewiesen. Sie kanalisierten die Bergstraße, die Steingartenstraße und die Buchenauer Straße, die sie auch ausbauten; sie verbreiterten die Bergstraße und verrohrten den Kombach. Die Buderus’schen Eisenwerke erbauten 1960 bis 1963 vier große Wohnblocks und stellten sie ihren Werksangehörigen zur Verfügung.

## Bevölkerung

### Einwohnerstruktur 2011
Nach den Erhebungen des Zensus 2011 lebten am Stichtag dem 9. Mai 2011 in Kombach 981 Einwohner. Darunter waren 72 (7,3 %) Ausländer. Nach dem Lebensalter waren 174 Einwohner unter 18 Jahren, 396 zwischen 18 und 49, 195 zwischen 50 und 64 und 213 Einwohner waren älter. Die Einwohner lebten in 399 Haushalten. Davon waren 96 Singlehaushalte, 120 Paare ohne Kinder und 144 Paare mit Kindern, sowie 84 Alleinerziehende und 246 Wohngemeinschaften. In 84 Haushalten lebten ausschließlich Senioren und in 246 Haushaltungen lebten keine Senioren.

### Einwohnerentwicklung
| Quelle: Historisches Ortslexikon |                                                                                           |
| • 1502:                          | 016 Männer                                                                                |
| • 1577:                          | 018 Hausgesesse                                                                           |
| • 1630:                          | 020 Hausgesesse. 2 dreispännige, 7 zweispännige, 8 einspännige Ackerleute, 3 Einläuftige. |
| • 1677:                          | 021 Hausgründe, 3 Witwen, 13 ledige Personen                                              |
| • 1742:                          | 028 Haushalte                                                                             |
| • 1791:                          | 190 Einwohner                                                                             |
| • 1800:                          | 178 Einwohner                                                                             |
| • 1806:                          | 207 Einwohner, 31 Häuser                                                                  |
| • 1829:                          | 142 Einwohner, 32 Häuser                                                                  |

| Kombach: Einwohnerzahlen von 1791 bis 2011 | Kombach: Einwohnerzahlen von 1791 bis 2011 | Kombach: Einwohnerzahlen von 1791 bis 2011 | Kombach: Einwohnerzahlen von 1791 bis 2011 | Kombach: Einwohnerzahlen von 1791 bis 2011 |
| --- | ------------------------------------------ | ------------------------------------------ | ------------------------------------------ | ------------------------------------------ |
| Jahr |                                            |                                            |                                            | Einwohner                                  |
| 1791 | 1791                                       |                                            | 190                                        | 190                                        |
| 1800 | 1800                                       |                                            | 178                                        | 178                                        |
| 1806 | 1806                                       |                                            | 207                                        | 207                                        |
| 1829 | 1829                                       |                                            | 142                                        | 142                                        |
| 1834 | 1834                                       |                                            | 266                                        | 266                                        |
| 1840 | 1840                                       |                                            | 279                                        | 279                                        |
| 1846 | 1846                                       |                                            | 278                                        | 278                                        |
| 1852 | 1852                                       |                                            | 345                                        | 345                                        |
| 1858 | 1858                                       |                                            | 312                                        | 312                                        |
| 1864 | 1864                                       |                                            | 304                                        | 304                                        |
| 1871 | 1871                                       |                                            | 286                                        | 286                                        |
| 1875 | 1875                                       |                                            | 294                                        | 294                                        |
| 1885 | 1885                                       |                                            | 345                                        | 345                                        |
| 1895 | 1895                                       |                                            | 335                                        | 335                                        |
| 1905 | 1905                                       |                                            | 376                                        | 376                                        |
| 1910 | 1910                                       |                                            | 413                                        | 413                                        |
| 1925 | 1925                                       |                                            | 474                                        | 474                                        |
| 1939 | 1939                                       |                                            | 436                                        | 436                                        |
| 1946 | 1946                                       |                                            | 631                                        | 631                                        |
| 1950 | 1950                                       |                                            | 660                                        | 660                                        |
| 1956 | 1956                                       |                                            | 621                                        | 621                                        |
| 1961 | 1961                                       |                                            | 620                                        | 620                                        |
| 1967 | 1967                                       |                                            | 778                                        | 778                                        |
| 1971 | 1971                                       |                                            | 845                                        | 845                                        |
| 1980 | 1980                                       |                                            | ?                                          | ?                                          |
| 1990 | 1990                                       |                                            | ?                                          | ?                                          |
| 2000 | 2000                                       |                                            | ?                                          | ?                                          |
| 2011 | 2011                                       |                                            | 981                                        | 981                                        |
| Datenquelle: Historisches Gemeindeverzeichnis für Hessen: Die Bevölkerung der Gemeinden 1834 bis 1967. Wiesbaden: Hessisches Statistisches Landesamt, 1968. Weitere Quellen: LAGIS; Stadt Biedenkopf: 1971; Zensus 2011 |                                            |                                            |                                            |                                            |

### Historische Religionszugehörigkeit
| Quelle: Historisches Ortslexikon |                                                                                                   |
| • 1830:                          | 142 evangelische (= 100 %) Einwohner                                                              |
| • 1885:                          | 341 evangelische, keine katholischen und keine jüdischen Einwohner. 4 Einwohner anderen Glaubens. |
| • 1961:                          | 509 evangelische (= 82,10 %), 72 römisch-katholische (= 11,61 %) Einwohner                        |

### Historische Erwerbstätigkeit
| • 1961: | Erwerbspersonen: 101 Land- und Forstwirtschaft, 183 produzierendes Gewerbe, 25 Handel und Verkehr, 25 Dienstleistungen und Sonstiges. |

## Politik

### Ortsbeirat
- BLK: 3

- BLK = Bürgerliste Kombach

Kombach verfügt als Ortsbezirk über einen Ortsbeirat, bestehend aus fünf Mitgliedern, dessen Vorsitzender ein Ortsvorsteher ist. Bei den Kommunalwahlen in Hessen 2021 betrug die Wahlbeteiligung zum Ortsbeirat 47,10 %. Der Ortsbeirat wählte Michael Blöcher-Ortmüller zum Ortsvorsteher.

### Wappen
Am 23. Dezember 1965 genehmigte der Hessische Minister des Innern das Wappen mit folgender Beschreibung:
| Wappen von Kombach | Blasonierung: „Schild durch eine geschweifte grüne Spitze mit silbernem Quell von Rot und Silber gespalten, vorne und hinten eine Hirschstange in verwechselten Farben.“ |
| Wappen von Kombach | Wappenbegründung: Die Hirschstangen weisen auf den Berg Hirschstein sowie auf den Wildreichtum um Kombach hin. Die Farben Rot und Silber sind die Farben der Landgrafschaft Hessen, der Kombach seit dem 13. Jahrhundert angehört hatte. Der silberne Quell steht für die 1961 entdeckte Mineralquelle. Die geschweifte grüne Spitze bezieht sich auf die grünen Wiesen im nahen Lahntal, den Wald und die Weiden. |

## Mineralquelle
Durch den Zuzug von Flüchtlingen und eine rege Neubautätigkeit hatte die Bevölkerung von Kombach nach dem Zweiten Weltkrieg stark zugenommen und so musste 1961 nach Trinkwasser gebohrt werden. Nach Anweisung der zuständigen Stellen wurde auf der Pfingstweide, etwa im Mittelpunkt des sich vom Musbach bis Mornshausen erstreckenden „Kombacher Beckens“ ein Tiefbrunnen auf 60 Meter Tiefe niedergebracht. Die erste Untersuchung des Wassers war für Kombach eine Sensation und lautete: „Es handelt sich um Mineralwasser im Sinne des Mineralwassergesetzes“. Eine 1963 durch das chemische Laboratorium Fresenius in Wiesbaden erfolgte Untersuchung bestimmte die genaue Analyse, die Schlussfolgerung lautet zusammenfassend:
Das Wasser des Tiefbrunnens auf der Pfingstweide in Kombach ist nach den Begriffsbestimmungen für Kurorte, Erholungsorte und Heilbrunnen des Deutschen Bäderverbandes als ein NATRIUM-CHLORID-HYDROCARBONATWASSER zu kennzeichnen.
Besonders beachtlich ist der hohe Gehalt an Natrium-Ionen und die hohe Temperatur, die nur wenige Grad unter der Begriffsbestimmung „Thermalquelle“ liegt.
Die chemische Zusammensetzung entspricht fast dem Mineralwasser aus dem weltberühmten Bad Nauheim. Was tun? Das fragte man sich 1961 und auch nach dem Zusammenschluss mit Biedenkopf 1971. Man bestellte Gutachten, verzichtete aber auf Investitionen, um aus dem Dorf einen Badeort zu machen. Weil jedoch das Wasser zu viel Mineralien enthielt und die auf die Dauer das Leitungsnetz verkrustet hätten, schaltete man den Brunnen ab.
Die Heilquelle hat man in Kombach noch nicht vergessen, denn das Kombacher Wappen zeigt eine sprudelnde Quelle.